# Банний яр

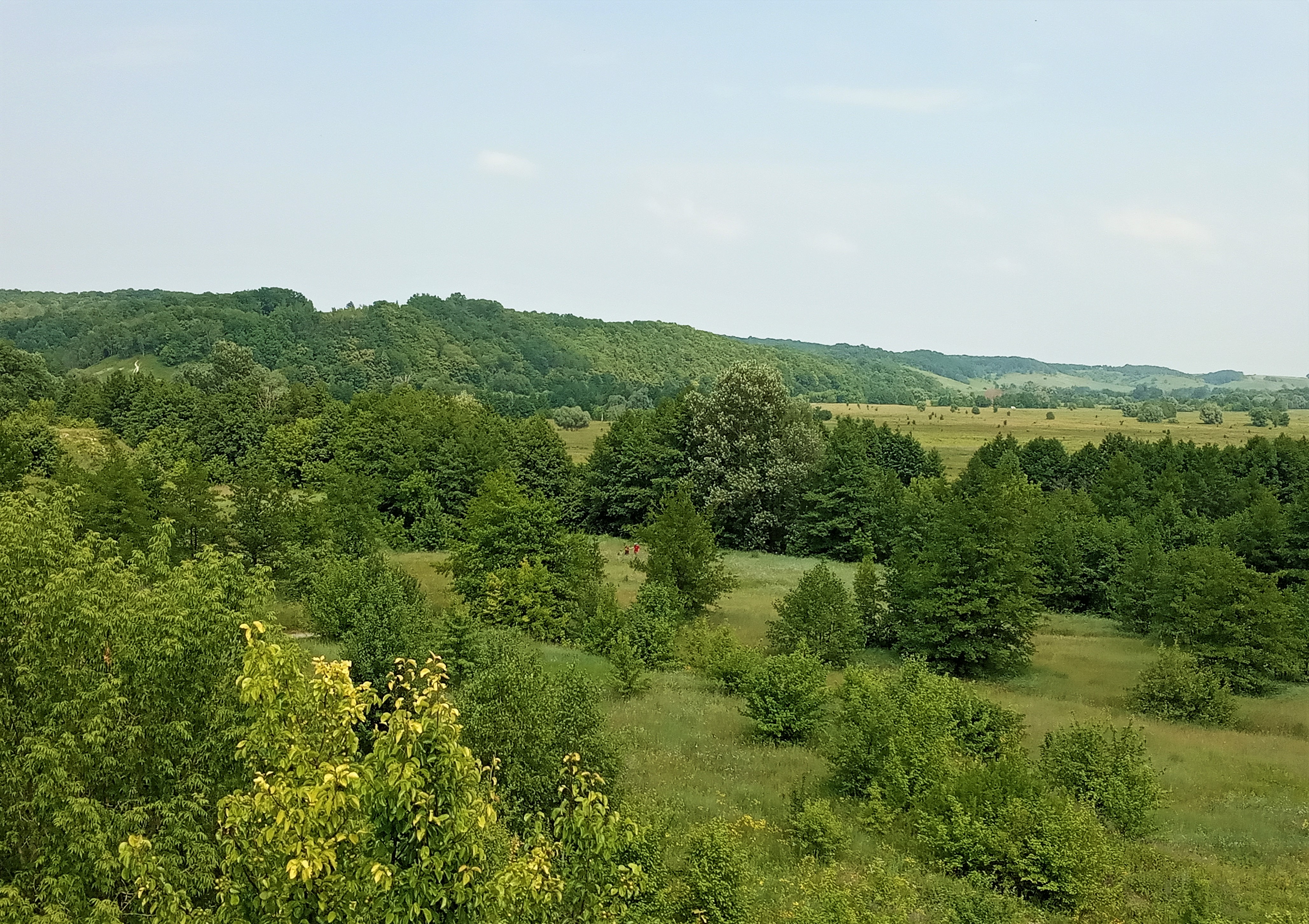
Панорама

Ба́нний яр — ботанічний заказник загальнодержавного значення в Україні. Розташований у межах Сумського району Сумської області, біля села Могриці. 

## Опис
Площа 236 га. Створений 1974 року. Перебуває у віданні ДП «Сумське лісове господарство» (Могрицького л-во, кв. 26, 42-43, 52). 
Створений з метою охорони рідкісних рослин. Значна ступінь розчленування рельєфу на правобережжі річки Псла зумовлює формування місцевого мікроклімату, що сприяє зростанню реліктових видів. Банний Яр — один з найбільших у лісостеповій смузі України масивів широколистяного лісу та один з найважливіших об'єктів охорони східноєвропейських липово-кленово-дубових лісів.

## Флора і фауна
У заказнику зростає багато рідкісних, реліктових для Лівобережжя України видів. У деревному ярусі переважають дуб, ясен, клен гостролистий, липа серцелиста, інколи у верхній частині схилів трапляється береза. У травостої лісів заказника багато типових видів широколистяних лісів — осока волосиста, підмаренник запашний. Трапляються рідкісні для Сумщини реліктові види — костриця висока, страусове перо, а також види, занесені до Червоної книги України — лунарія оживаюча і цибуля ведмежа. 
Фауна заказника представлена переважно лісостеповими тваринами та мешканцями широколистяних лісів. Краще за інших досліджені ссавці. З останніх тут трапляються свиня дика, сарна європейська, лось звичайний. З хижих ссавців на території заказника водиться багато лисиць.